# TSG Bergedorf 1860
TSG Bergedorf 1860 is een sportvereniging uit het Hamburgse stadsdeel Bergedorf met afdelingen voor onder andere atletiek, badminton, baseball, basketbal, boksen, cheerleading, dansen, handbal, hockey, inline skating, rhönrad, tafeltennis, tennis, triathlon, vechtsport, voetbal, volleyball en zwemmen.

## Geschiedenis
De club werd in 1860 opgericht als Bergedorfer Mannerturnverein. In 1880 splitste zich Bergedorfer Turnerschaft zich van de club af en in 1885 ATV Bergedorf. Na de Eerste Wereldoorlog sloot Fußball Club Eintracht 1910 Bergedorf zich aan bij Bergedorfer TS 1880 en deze club sloot zich in 1921 weer aan bij MTV dat nu de naam Bergedorfer Turnerschaft 1860 aannam.
Op 20 februari 1965 sloot Spiel- und Sport Bergedorf 1902 zich bij de club aan en toen werd de huidige naam aangenomen. De fusieclub werd kampioen in 1965 en promoveerde naar de Amateurliga Hamburg en speelde daar tot 1969 en opnieuw van 1971 tot 1973. Inmiddels is de voetbalclub weggezakt naar de laagste klassen.

### SuS Bergedorf 02
In 1902 werd Bergedorfer Fußball Club zelfstandig van de sportclub Bergedorfer TS 1880. De club speelde in de competitie van Hamburg-Altona. De club speelde enkel in 1914/15 in de hoogste klasse en werd daar gedeeld laatste. In 1918 fusioneerde de club met Bergedorfer SV 04 en werd zo SuS Bergedorf 02. Van 1939 tot 1944 speelde de club om oorlogsredenen samen met Bergedorfer Sportverein 1933. Na de oorlog was de club lange tijd actief in de derde klasse. Door de invoering van de Bundesliga in 1963 degradeerde de club naar de vierde klasse.